# جون ك. ميلر
جون ك. ميلر (بالإنجليزية: John K. Miller)‏ هو محامي وسياسي أمريكي، ولد في 25 مايو 1819 في ماونت فرنون في الولايات المتحدة، وتوفي بنفس المكان في 11 أغسطس 1863. حزبياً، نشط في الحزب الديمقراطي. وقد انتخب عضو مجلس النواب الأمريكي.